# Oumou Dia
Oumou Dia (Dakar, 9 agosto 1980) è un'ex cestista senegalese.

## Carriera
Con il Senegal ha disputato i Campionati mondiali del 2002.